# Aya et la Sorcière
Aya et la Sorcière (アーヤと魔女, Āya to Majo) est un téléfilm d’animation japonais réalisé par Gorō Miyazaki et co-produit par le Studio Ghibli et la NHK et qui a été diffusé au Japon le 30 décembre 2020,. Le téléfilm s’inspire du livre Aya et la Sorcière (Earwig and the Witch) de Diana Wynne Jones. Le film devait être projeté en avant-première au Festival de Cannes 2020 mais le festival a été annulé en raison de la pandémie de Covid-19. Le film a cependant été projeté en avant-première au Festival Lumière 2020 le 18 octobre 2020.
Il s'agit de la première œuvre du studio Ghibli entièrement réalisée en images de synthèse.
L'intrigue se déroule en Angleterre dans les années 1990. Aya, orpheline âgée de dix ans, est adoptée et emmenée de son foyer par un étrange duo qui prend en charge sa vie et son éducation.

## Synopsis
Dans l'Angleterre des années 1990, une sorcière laisse son enfant, Manigance, au foyer pour enfants de Saint-Morwald. La responsable de l'établissement estime que ce prénom est inapproprié pour un enfant et le change en Aya Gance. Des années plus tard, Aya est une enfant turbulente de 10 ans qui se sent très bien dans un orphelinat où tout le monde fait ce qu'elle veut. Elle aime y vivre avec son ami Custard et ne veut pas être adoptée.
Un jour, un couple étrange, Bella Yaga et Mandrake, adopte Aya contre son gré. Lorsqu'ils rentrent chez eux, Bella Yaga dit à Aya qu'elle est une sorcière et qu'elle l'a adoptée uniquement pour avoir « une paire de mains supplémentaire » pour l'aider dans la maison. Aya accepte sa nouvelle situation, à condition que Bella Yaga lui enseigne la magie en retour. Aya est chargée de préparer les ingrédients pour les sorts et de nettoyer la salle de travail. Elle est vite épuisée par ses tâches, et devient de plus en plus frustrée que Bella Yaga tarde à lui apprendre la magie. Elle essaye à quelques reprises de quitter la maison, mais constate que toutes les issues ont été scellées par Mandrake. Ce dernier, accaparé par son travail, croise seulement Aya au moment des repas et, malgré ses crises de colère, se montre étrangement attentionné avec Aya.
Aya commence à écouter les cassettes d'un vieux groupe appelé Earwig et découvre que Thomas, le chat familier de Bella Yaga, peut parler. Tous deux entrent dans la salle de travail la nuit pour créer un sort qui les rendra résistants à la magie, les immunisant ainsi contre les punitions de Bella Yaga. Ils travaillent également sur un sort destiné à donner à Bella Yaga une « paire de mains supplémentaire » sur son corps, afin qu'Aya soit dispensée de son travail.
Le sort est un succès et Bella Yaga, furieuse d'avoir une paire de mains supplémentaire, lance des vers magiques qui apparaissent dans la chambre d'Aya. Grâce à la résistance magique d'Aya, les vers sont inoffensifs. Aya les envoie à travers un trou dans le mur, directement dans la chambre de Mandrake qui se met en colère. Dans le chaos qui s'ensuit, Aya s'introduit dans la chambre et découvre que Mandrake et Bella Yaga étaient membres du groupe Earwig. Mandrake arrive auprès d'Aya et raconte l'histoire de ce groupe, notamment les belles années qu'ils ont passées ensemble avant leur dissolution. Il lui révèle que la chanteuse d'Earwig est aussi une sorcière et sa vraie mère, ce qui explique pourquoi elle a été adoptée par Mandrake et Bella Yaga, et par extension qu'Aya est également une sorcière.
Durant les mois qui suivent, Bella Yaga accepte enfin d'aider Aya à développer son potentiel magique. Grâce à ses nouveaux pouvoirs, elle peut à nouveau faire faire aux autres ce qu'elle veut comme au foyer. Elle réussit même à inviter son ami Custard pour Noël. Lorsque ce dernier arrive, la mère d'Aya lui rend une visite surprise.

## Personnages
Aya Gance (アーヤ・ツール, Āya Tsūru) / Manigance (アヤツル, Ayatsuru, litt. « manipuler, contrôler »)
Voix japonaise : Kokoro Hirasawa, voix française : Élina Solomon
Jeune orpheline de 10 ans. Alors qu'elle est encore bébé, elle est déposée sur les marches du foyer pour enfants Saint-Morwald. Son vrai nom est « Manigance », mais la directrice du foyer n'aime pas ce nom et le change en « Aya Gance ». Elle grandit dans le foyer sans savoir son vrai nom et que sa mère est une sorcière. Elle a l'intelligence et le talent nécessaires pour manipuler les gens qui l'entourent et leur faire faire ce qu'elle veut, y compris Custard, un jeune garçon avec qui elle se lie d'amitié. Le jour des adoptions, elle est adoptée par Bella Yaga et Mandrake, Bella Yaga qui la forcera à l'aider à préparer des ingrédients pour des sortilèges et à faire les corvées.
Bella Yaga (ベラ・ヤーガ)
Voix japonaise : Shinobu Terajima, voix française : Sylvia Bergé
Une sorcière qui gagne sa vie en créant des sortilèges et en les vendant. Elle a une personnalité égocentrique. Elle a adopté Aya parce qu'elle avait besoin « d'une petite main » pour préparer ses sortilèges et faire les corvées. Cependant, quand Aya lui fait une farce et que la sorcière lui donne des vers en guise de punition, Mandrake lui donne du fil à retordre, et après cela, elle commence à traiter Aya comme son assistante. Elle est l'ex-batteuse du groupe de musique Earwig, et s'est disputée avec la mère d'Aya quand elle a quitté le groupe, expliquant en partie son comportement avec sa fille.
Mandrake (マンドレーク)
Voix japonaise : Etsushi Toyokawa, voix française : Thierry Hancisse
Un grand homme démoniaque qui vit avec Bella Yaga. C'est un romancier raté. Quand il se met en colère, il ne peut pas se contrôler, alors même que Bella Yaga est très prudente avec lui. Il dit toujours : « Ne me dérangez pas. » Il est peu sociable mais prend soin d'Aya, en préparant ses plats préférés et en lui apportant ses cadeaux. Il est l'ex-leader du groupe Earwig où il jouait du clavier, clavier qu'il utilise toujours dans sa chambre. Il avait beaucoup d'affection pour la mère d'Aya, expliquant pourquoi il la traite mieux que Bella Yaga.
Thomas (トーマス)
Voix japonaise : Gaku Hamada (en), voix française : Micha Lescot
Chat noir de Bella Yaga qui lui sert de familier pendant la préparation des sortilèges. De nature timide et peureux, il sait parler et aide Aya a préparer un sort contre la magie et plus particulièrement les punitions de Bella Yaga.
Mère d'Aya
Voix japonaise : Sherina Munaf, voix française : Rafaëlle Cohen
Pourchassée par douze sorcières après avoir enfreint la loi des sorcières, elle part déposer sa fille Manigance sur les marches du foyer pour enfants Saint-Morwald pour la protéger. Elle est l'ex-chanteuse du groupe de musique Earwig. On ne connait pas son vrai nom ni qui est son mari.
Le guitariste
On ne connait pas son vrai nom et il est aussi membre de Earwig et on ne sait pas ce qui est devenu de lui.
Custard
Il est un jeune ami de Aya.
La directrice et ses membres de orphelinat
Elles ont pris soin de Aya.
Les créatures ailées
On les voit roder à la propriéte de Bella Yaga.

## Fiche technique
- Titre français : Aya et la Sorcière[4],[5],[6]
- Titre anglais : Earwig and the Witch[7]
- Titre original : アーヤと魔女 (Āya to majo?)
- Réalisation : Gorō Miyazaki
- Planning : Hayao Miyazaki[2]
- Production : Toshio Suzuki
- Sociétés de production : NHK, NHK Enterprises, Inc. (ja) et Studio Ghibli[2],[8]
- Société de distribution : Tōhō (Japon), Wild Bunch International[9] (France)
- Pays d’origine : Japon
- Langue originale : japonais
- Format : couleur
- Durée : 82 minutes[10]
- Dates de sortie :
  - France[4] : 18 octobre 2020 (Festival Lumière)
  - Japon[1],[11] : 30 décembre 2020 (à la télévision sur NHK G) ; 27 août 2021 (en salles)
  - Monde[a] : 18 novembre 2021[12] (Netflix)

## Production
Réalisé par Gorō Miyazaki, le film est annoncé comme le premier film d'animation en images de synthèse entièrement en 3D du Studio Ghibli et doit faire l'objet d'une première télévisée sur la NHK fin 2020,,. Le 19 juin 2020, des images du film sont révélées par Miyazaki. Gorō déclare que son père lui a dit de se lancer et que Toshio Suzuki l'a encouragé. Cependant, il indique s'être ensuite débrouillé seul et avoir réalisé l'anime avec un personnel jeune sans avoir « consulté les anciens ». Il ajoute qu'il est le seul, au sein du studio, à connaître la méthode de création de l'animation par ordinateur. Satoshi Takebe compose la musique du film. Le thème principal, Don't Disturb Me, et le thème final, Atashi no Sekai Seifuku (あたしの世界征服), sont interprétés par un groupe spécialement formé composé de Sherina Munaf au chant, Hiroki Kamemoto de Glim Spanky à la guitare, Kiyokazu Takano de Mrs. Green Apple à la basse, Kavka Shishido à la batterie et Takebe aux claviers. L'album de la bande originale du film sort le 6 janvier 2021. L'album Earwig and the Witch Songbook: 13 Lime Avenue, qui est crédité au groupe fictif du film « Earwig », sort le 26 janvier 2022. En plus des musiciens ci-dessus (sans Takano), l'album comprend également le chanteur de Glim Spanky, Remi Matsuo, et le musicien de soutien de Yoasobi, Hikaru Yamamoto.

## Accueil

### Box-office
En août 2021, Aya et la Sorcière a rapporté 173 704 dollars au box-office nord-américain et 552 333 dollars dans les autres territoires, pour un total mondial de 726 037 dollars.

### Critiques
Sur le site d'agrégation de critiques Rotten Tomatoes, 29 % des 68 critiques sont positives pour Aya et la Sorcière, et la note moyenne est de 4,9/10. Le consensus des critiques sur le site est le suivant : « Avec une histoire aussi peu inspirée que son animation, Aya et la Sorcière est un échec surprenant et presque total pour le Studio Ghibli ». Selon Metacritic, qui calcule une note moyenne pondérée de 46 sur 100 sur la base de 21 critiques, le film a reçu des « critiques mitigées voire moyennes ».
Pour IndieWire, David Ehrlich donne au film une note de C- et déclare : « Bien qu’Aya et la Sorcière soit loin d'être le film le plus laid de son genre, il y a quelque chose de particulièrement pervers à voir l'esthétique caractéristique de Ghibli étouffée dans un cercueil en plastique et vidée de son âme brillante ; de voir les mondes verdoyants du studio remplacés par des décors sans vie, et ses personnages hyper-expressifs remplacés par des poupées bon marché si dépourvues d'émotions humaines que même les petits enfants ont l'air botoxés à l'extrême. C'est l'équivalent en dessin animé de cette fresque de Jésus bâclée, mais dépourvue de la touche humaine qui donnait à cette débâcle un charme pervers qui lui était propre ».
Aja Romano, de Vox, accorde une note de 3 étoiles sur 5 au film, expliquant : « Au début, il y a quelques moments où l'on voit des plans fixes de la nature, ou des panoramiques lents dignes de Ghibli à travers des paysages. Mais ces plans isolés ne sont pas liés à une ambiance générale plus large, à une caractérisation ou à une idée thématique. On a l'impression qu'il s'agit de pâles imitations d'un réalisateur qui sait ce que font les films de Ghibli, mais pas pourquoi... Et même l'esthétique d'animation très frappante pour laquelle Ghibli est réputé est largement absente, en raison de la palette sourde et plate de l'image de synthèse du film... En fin de compte, Aya et la Sorcière est très éloigné de ce que le Studio Ghibli a fait de mieux ».

## Distinctions
Aya et la Sorcière fait partie de la sélection officielle du Festival de Cannes 2020. En raison de la pandémie de Covid-19, le festival n'a pas lieu et les films sélectionnés bénéficient d'un label.
Le film est diffusé en séance spéciale au festival de Gérardmer 2021.